# 斉藤寿朗
齊藤 寿朗（さいとう ひさあき、1964年9月6日 - ）は、元NHK職員で、元シニアアナウンサー。

## 人物
修道高等学校を経て広島大学卒業後、1987年入局。趣味は将棋、スポーツ観戦、旅行、読書。座右の銘は「明るく楽しく誠実に」。同じNHKのアナウンサーである堀井洋一（現在松山放送局勤務）は高校時代の同級生。
2024年3月末日付で退職。

## 過去の担当番組
- ニュースタイムこうち（キャスター）
- 高知県のニュース・中継・リポート
- 徳島放送局アナウンス統括
- 徳島県のニュース・リポート
- とくしまニュース845（不定期）
- おはよう徳島（不定期）
- ニュースとくしま610（編集責任者）
- 徳島放送局制作番組の編集責任者
- かんさい土曜ほっとタイム、ラジオ深夜便（大阪発）などのラジオデスク
- 関西845（不定期）
- 関西地方のニュース
- 京都ニュース845（不定期）
- 「竜王戦」、「将棋名人戦」=プロ将棋棋戦の最高峰（二大タイトル戦）の中継番組（不定期）